# Ottar Gjermundshaug
Ottar Gjermundshaug (Alvdal, 29 gennaio 1925 – 10 aprile 1963) è stato un combinatista nordico norvegese.

## Palmarès

### Mondiali
- Argento a Lake Placid 1950 nella combinata nordica.